# 6674 Сезанна
6674 Сезанна (6674 Cézanne) — астероїд головного поясу, відкритий 26 березня 1971 року.
Тіссеранів параметр щодо Юпітера — 3,472.